# Mattias Wennerberg
Mattias Wennerberg, född 6 augusti 1981 i Umeå, är en svensk ishockeyspelare som ursprungligen kommer från Vilhelmina. 
Som tonåring flyttade han till Örnsköldsvik för att gå på ishockeygymnasiet. Efter en avstickare till Bodens IK tog han en plats i Modos elitserielag. Han hann under sin sejour i klubben också med att spela tre matcher i det svenska ishockeylandslaget. Han har även spelat två säsonger i Timrå IK och inför säsongen 2007/2008 flyttade han till IF Björklöven som han skrev ett två-årskontrakt med och sedan förlängde med ytterligare ett år inför säsongen 2009/2010.
Efter en säsong i SG Cortina i Italien återvände Wennerberg till Sverige och IF Sundsvall Hockey inför säsongen 2011/2012.